# Flåm
Flåm és un poble situat al municipi d'Aurland, al comtat de Sogn og Fjordane, Noruega. És al final de l'Aurlandsfjord, una branca del Sognefjord. Té una població de 350 habitants (2013). El nom de Flåm deriva de Flám, el plural datiu de la forma antiga flá, que significa "petita plana entre muntanyes".
Flåm és, des de finals del segle xix, una destinació turística molt popular, amb més de 450.000 visites anuals. Les principals atraccions de Flåm són les sortides en vaixell pels fiords i el tren anomenat Flåmsbana. Aquest ferrocarril uneix les estacions de Flåm i Myrdal i és una de les línies ferroviàries amb més desnivell del món. La ruta de Rallarvegen, que uneix Haugastøl amb Voss, és també un dels principals atractius turístics, especialment per als ciclistes.
L'accés en cotxe a Flåm es pot fer per la ruta europea E16, que uneix Oslo i Bergen.

## Galeria
|  |  |  |  |